# Трейсі (Нью-Брансвік)
Трейсі (англ. Tracy) — село в Канаді, у провінції Нью-Брансвік, у складі графства Санбері.

## Населення
За даними перепису 2016 року, село нараховувало 608 осіб, показавши скорочення на 0,5%, порівняно з 2011-м роком. Середня густина населення становила 20,6 осіб/км².
З офіційних мов обидвома одночасно володіли 30 жителів, тільки англійською — 560. Усього 5 осіб вважали рідною мовою не одну з офіційних.
Працездатне населення становило 59,4% усього населення, рівень безробіття — 8,3%.
Середній дохід на особу становив $31 223 (медіана $29 536), при цьому для чоловіків — $36 387, а для жінок $26 028 (медіани — $36 352 та $24 384 відповідно).
39,6% мешканців мали закінчену шкільну освіту, не мали закінченої шкільної освіти — 30,7%, 29,7% мали післяшкільну освіту, з яких 16,7% мали диплом бакалавра, або вищий.
| Статево-вікова структура населення | Статево-вікова структура населення | Статево-вікова структура населення | Статево-вікова структура населення | Статево-вікова структура населення |
| ---------------------------------- | ---------------------------------- | ---------------------------------- | ---------------------------------- | ---------------------------------- |
|                                    |                                    |                                    |                                    |                                    |
| Всього                             | Всього                             | 49,2%50,8%                         |                                    |                                    |
| 0 — 14 років                       | 0 — 14 років                       |                                    | 15,6%                              | 15,6%                              |
| 15 — 64 років                      | 15 — 64 років                      |                                    | 65,6%                              | 65,6%                              |
| 65 і більше                        | 65 і більше                        |                                    | 18,9%                              | 18,9%                              |
| 85 і більше                        | 85 і більше                        |                                    | 0,8%                               | 0,8%                               |
| Середній вік (років)               | Середній вік (років)               | 43,144,2                           | 43,7                               | 43,7                               |
| Медіана (років)                    | Медіана (років)                    | 47,246,0                           | 46,8                               | 46,8                               |
| — чоловіки — жінки                 |                                    |                                    |                                    |                                    |

| Походження мешканців:     | Походження мешканців:     | Походження мешканців: | Походження мешканців: | Походження мешканців: |
| ------------------------- | ------------------------- | --------------------- | --------------------- | --------------------- |
| Походження                |                           |                       | осіб                  | %                     |
| Корінні американці        | Корінні американці        |                       | 40                    | 6.67%                 |
| Інше північноамериканське | Інше північноамериканське |                       | 330                   | 55%                   |
| Європейське               | Європейське               |                       | 340                   | 56.67%                |
| британське                | британське                |                       | 300                   | 50%                   |
| французьке                | французьке                |                       | 80                    | 13.33%                |

## Клімат
Середня річна температура становить 5,5°C, середня максимальна – 23,6°C, а середня мінімальна – -15,7°C. Середня річна кількість опадів – 1 172 мм.
| Клімат поселення                              | Клімат поселення | Клімат поселення | Клімат поселення | Клімат поселення | Клімат поселення | Клімат поселення | Клімат поселення | Клімат поселення | Клімат поселення | Клімат поселення | Клімат поселення | Клімат поселення | Клімат поселення |
| Показник                                      | Січ.             | Лют.             | Бер.             | Квіт.            | Трав.            | Черв.            | Лип.             | Серп.            | Вер.             | Жовт.            | Лист.            | Груд.            |                  |
| Середній максимум, °C                         | −2,82            | −1,26            | 4,20             | 10,85            | 17,58            | 22,31            | 23,56            | 22,85            | 17,95            | 11,95            | 5,93             | −1,5             |                  |
| Середня температура, °C                       | −9,27            | −7,73            | −2,25            | 4,40             | 11,13            | 15,85            | 19,16            | 18,44            | 13,54            | 7,54             | 1,53             | −5,9             |                  |
| Середній мінімум, °C                          | −15,73           | −14,2            | −8,71            | −2,06            | 4,66             | 9,40             | 14,76            | 14,03            | 9,14             | 3,13             | −2,88            | −10,32           |                  |
| Норма опадів, мм                              | 110              | 76               | 100              | 90               | 106              | 90               | 96               | 89               | 95               | 99               | 111              | 110              |                  |
| Середньомісячна швидкість вітру, м/с          | 3.60             | 3.60             | 3.80             | 3.70             | 3.30             | 2.90             | 2.60             | 2.50             | 2.80             | 3.10             | 3.40             | 3.60             |                  |
| Середньомісячна сонячна радіація, кДж/м²·день | 5328             | 8516             | 12311            | 15373            | 18221            | 20298            | 19930            | 17704            | 13229            | 8545             | 5073             | 4167             |                  |
| --------------------------------------------- | ---------------- | ---------------- | ---------------- | ---------------- | ---------------- | ---------------- | ---------------- | ---------------- | ---------------- | ---------------- | ---------------- | ---------------- | ---------------- |
| Джерело:                                      |                  |                  |                  |                  |                  |                  |                  |                  |                  |                  |                  |                  |                  |